# Brachypogon afifi
Brachypogon afifi är en tvåvingeart som beskrevs av Boorman och Harten 2002. Brachypogon afifi ingår i släktet Brachypogon och familjen svidknott. Inga underarter finns listade i Catalogue of Life.